# A Room for Five Live
A Room for Five Live è un live album dei Brighton Rock, uscito nel 2002 per l'Etichetta discografica Z Records.

## Tracce
1. Bulletproof (Fraser, McGhee) 4:42
2. Young, Wild and Free 	Fraser, McGhee 	3:45
3. Barricade (Fraser, McGhee)	3:10
4. Nothin' to Lose (Fraser, Skreebs) 3:56
5. One More Try (McGhee, Rogers) 4:59
6. Hangin' High 'N' Dry (Fraser, McGhee, Rogers) 4:36
7. Outlaw (Fraser, McGhee) 5:28
8. Hollywood Shuffle (Fraser, McGhee)	5:15
9. Nightstalker (Fraser, McGhee, Rogers) 5:34
10. Love Machine (Brown, Deluca, Fraser, McGhee) 5:20
11. Rebels With a Cause (Fraser, McGhee) 4:11
12. Power Overload (Boileau, Fraser, McGhee) 4:57
13. Can't Wait for the Night (Fraser, McGhee) 4:46
14. Rock 'N' Roll Kid (Fraser, McGhee)	5:44

## Formazione
- Jerry McGhee - voce
- Greg Fraser - chitarra
- Stevie Skreebs - basso
- Johnny Rogers - tastiere, chitarra
- Mark Cavarzan - batteria